# Nephodia
Nephodia is een geslacht van vlinders van de familie spanners (Geometridae), uit de onderfamilie Ennominae.

## Soorten
- N. abortivata Dognin, 1912
- N. admirationis Prout, 1911
- N. aerinaria Hübner, 1825
- N. aethiopissa Dognin, 1892
- N. albida Dognin, 1900
- N. albitaenia Bastelberger, 1909
- N. albithorax Warren, 1907
- N. ambigua Dognin, 1908
- N. approximata Dognin, 1900
- N. astyochiodes Warren, 1904
- N. atomaria Schaus, 1901
- N. auxesia Druce, 1892
- N. azenia Druce, 1892
- N. betala Druce, 1892
- N. bicolor Dognin, 1912
- N. bilinea Dognin, 1900
- N. bisecta Dognin, 1921
- N. bonitaria Jones, 1921
- N. brevistriga Warren, 1907
- N. cassaria Guenée, 1857
- N. cassarioides Dognin, 1908
- N. cenagosa Dognin, 1893
- N. cicaria Hübner, 1825
- N. cissoessa (Druce, 1893)
- N. clara Dognin, 1895
- N. claribrunnea Warren, 1901
- N. clarigrisea Warren, 1901
- N. claudaria Schaus, 1901
- N. cleona Druce, 1893
- N. clerigata Dognin, 1893
- N. cletagora Druce, 1893
- N. coalitaria Schaus, 1911
- N. coenulenta Dognin, 1911
- N. conjunctiva Warren, 1900
- N. contecta Warren, 1907
- N. costistigmata Dognin, 1892
- N. crata Druce, 1893
- N. crypsiscia Dognin, 1911
- N. cucula Dognin, 1900
- N. cuculoides Dognin, 1911
- N. curtistriga Warren, 1907
- N. curvifascia Warren, 1901
- N. chthonia Druce, 1893
- N. decisa Dognin, 1907
- N. deformata Dognin, 1913
- N. differens Dognin, 1902
- N. directa Warren, 1905
- N. discoloraria Herrich-Schäffer, 1855
- N. dispansa Warren, 1904
- N. distincta Warren, 1901
- N. dividua Dognin, 1892
- N. dognini Thierry-Mieg, 1907
- N. eccentrica Dognin, 1909
- N. ellopiata Dognin, 1902
- N. erigone Thierry-Mieg, 1892
- N. erna Dognin, 1900
- N. estriada Dognin, 1900
- N. excavata Warren, 1905
- N. exclamationis Warren, 1904
- N. exularia Walker, 1862
- N. falculata Prout, 1910
- N. favaria Guenée, 1858
- N. filiforma Dognin, 1914
- N. flammatraria Guenée, 1858
- N. flavipectus Warren, 1905
- N. flaviplaga Warren, 1904
- N. flavivertex Dognin, 1911
- N. flebilis Warren, 1904
- N. foedata Warren, 1900
- N. folla Dognin, 1895
- N. fronsaria Schaus, 1912
- N. fumilinea Warren, 1907
- N. fumivena Dognin, 1914
- N. fumosata Warren, 1905
- N. funeralis Warren, 1900
- N. hija Dognin, 1898
- N. illiturata Dognin, 1911
- N. illota Dognin, 1921
- N. impunctata Thierry-Mieg, 1892
- N. incanata Bastelberger, 1909
- N. incoloraria Guenée, 1858
- N. infirma Warren, 1905
- N. insipida Dognin, 1921
- N. insuavis Dognin, 1911
- N. interposita Warren, 1907
- N. inversa Dognin, 1914
- N. iridescens Bastelberger, 1909
- N. irrorata Schaus, 1912
- N. laevipennis Warren, 1907
- N. latifascia Dognin, 1911
- N. legata Dognin, 1893
- N. lexuria Dognin, 1898
- N. luctifera Dognin, 1921
- N. luteopunctata Thierry-Mieg, 1907
- N. manchata Dognin, 1893

- N. marcida Warren, 1908
- N. marginata Warren, 1906
- N. maturata Dognin, 1900
- N. minima Dognin, 1911
- N. minor Thierry-Mieg, 1892
- N. mitellaria Schaus, 1912
- N. monochroma Dognin, 1913
- N. mundaoides Dognin, 1898
- N. musarana Dognin, 1896
- N. nigricula Dognin, 1910
- N. nigrisignata Warren, 1904
- N. nubetincta Dognin, 1913
- N. nubilaria Hübner, 1823
- N. nudata Dognin, 1900
- N. obeliscata Warren, 1909
- N. oblitaria Warren, 1904
- N. obscuriorata Bastelberger, 1909
- N. occulta Warren, 1904
- N. orcipennata Walker, 1862
- N. ordaea Druce, 1893
- N. organa Druce, 1893
- N. pallida Warren, 1904
- N. panacea Thierry-Mieg, 1892
- N. pania (Druce, 1893)
- N. panthea Druce, 1893
- N. pardata Dognin, 1893
- N. partita Warren, 1904
- N. parva Dognin, 1921
- N. paularia Jones, 1921
- N. pecalba Dognin, 1893
- N. pectinata Schaus, 1912
- N. pellucenta Dognin, 1892
- N. pellucida Dognin, 1900
- N. pensaria Schaus, 1912
- N. perezi Dognin, 1895
- N. perilla Druce, 1893
- N. perimede Druce, 1893
- N. perspersata Bastelberger, 1909
- N. philomela Druce, 1893
- N. pieria Druce, 1893
- N. pieridaria Warren, 1904
- N. plautilla Druce, 1893
- N. pseuderna Dognin, 1907
- N. punctidisca Dognin, 1914
- N. punctularia Schaus, 1912
- N. rotundata Dognin, 1904
- N. sabulosa Warren, 1906
- N. satellites Warren, 1900
- N. saturata Dognin, 1906
- N. secturata Dognin, 1892
- N. sericea Warren, 1897
- N. similis Dognin, 1913
- N. solitaria Dognin, 1913
- N. sororcula Dognin, 1892
- N. spissata Dognin, 1911
- N. styracaria Warren, 1894
- N. subatra Bastelberger, 1909
- N. subcolorata Dognin, 1913
- N. subcomosa Warren, 1900
- N. subdolens Dognin, 1907
- N. subfuligata Bastelberger, 1909
- N. subnigrata Dognin, 1914
- N. subnotata Warren, 1904
- N. subocellata Warren, 1904
- N. subpardata Dognin, 1916
- N. subplagiata Dognin, 1908
- N. subustata Warren, 1907
- N. tapponia Thierry-Mieg, 1892
- N. tironaria Dognin, 1892
- N. tiza Dognin, 1898
- N. transducta Warren, 1904
- N. translineata Warren, 1907
- N. triangulifera Bastelberger, 1909
- N. trisecta Warren, 1904
- N. turpis Warren, 1904
- N. umbrilinea Warren, 1907
- N. unilinea Warren, 1904
- N. variolata Bastelberger, 1909
- N. vestigiata Warren, 1904
- N. viatrix Thierry-Mieg, 1892
- N. vicinaria Schaus, 1912
- N. virginata Schaus, 1901
- N. xanthosema Dognin, 1914